# Brixidia pilosella
Brixidia pilosella är en insektsart som beskrevs av Van Stalle 1983. Brixidia pilosella ingår i släktet Brixidia och familjen kilstritar. Inga underarter finns listade i Catalogue of Life.